# Hanzel und Gretyl
Hanzel und Gretyl é uma banda de rock industrial e metal industrial dos Estados Unidos formada em 1993 por Kaizer Von Loopy e Vas Kallas. Desde sua ascensão na media, a banda vêm se apresentando com bandas como Slipknot, Marilyn Manson, Ministry, Bella Morte, Rammstein e Cradle of Filth.

## Membros
- Kaizer Von Loopy/KyzrWölf – guitarra, vocal
- Vas Kallas – vocal, baixo

## Discografia
- Kindermuzik, independente, 1994
- Ausgeflippt, Energy Records, 1995
- Transmissions From Uranus, Energy Records, 1997
- Über Alles, Metropolis Records, 2003
- Scheissmessiah!, Metropolis Records, 2004
- Oktötenfest 2006, Metropolis Records, 2006
- 2012 Zwänzig Zwölf, Metropolis Records,2008